# Nyctibora stygia
Nyctibora stygia är en kackerlacksart som beskrevs av Walker, F. 1868. Nyctibora stygia ingår i släktet Nyctibora och familjen småkackerlackor. Inga underarter finns listade i Catalogue of Life.